# Rolls-Royce Thrust Measuring Rig
« Flying Bedstead » redirige ici. Pour le simulateur d'entraînement à l'alunissage des équipages du programme Apollo, voir Lunar Landing Research Vehicle.
Le « Rolls-Royce Thrust Measuring Rig », ou TMR (en français : « plateforme de mesure de la poussée »), était un aéronef pionnier dans la technologie des aéronefs à décollage et atterrissage verticaux (ADAV), développé par Rolls-Royce Limited au cours des années 1950.
Le TMR utilisait deux turboréacteurs Nene montés dos-à-dos horizontalement à l'intérieur d'une structure-cage en acier, soutenue par quatre pattes dotées de roulettes. Le TMR ne possédait aucune surface portante (ailes, pales, etc.) et fut affectueusement surnommé par ses concepteurs « The Flying Bedstead », ou en français : « le sommier volant ».

## Conception et développement
La personne la plus responsable du développement de cette étrange machine était le Dr Alan Arnold Griffith, qui avait travaillé à la conception de turbines à gaz au Royal Aircraft Establishment (RAE) dans les années 1920 et qui était un pionnier dans le domaine des technologies de sustentation verticale par réaction. Griffith fut employé par Rolls-Royce en 1939. 
Deux exemplaires du Thrust Measuring Rig furent construits, le premier prenant l'air pour la première fois le 3 juillet 1953 à l'aérodrome d'Hucknall (en), dans le Nottinghamshire, en Angleterre, même s'il resta relié au sol par des câbles pendant qu'il évoluait en l'air. Le premier « vrai » vol libre du TMR eut lieu le 3 août 1954, avec R.T. Shepherd (en), le chef des pilotes d'essai, aux commandes. Le TMR n'avait que peu de puissance excédentaire disponible, ses moteurs arrivant tout-juste à le soulever (rapport poids/poussée de seulement 1,08 : 1), et, ajouté à la réponse lente des moteurs à la commande des gaz, ces caractéristiques firent de son pilotage une opération délicate, le pilote devant faire preuve d'une bonne dose d'anticipation dans le maniement des moteurs de son engin, afin d'éviter une envolée brutale ou un atterrissage trop « raide ». L'appareil survécut à une défaillance de son système de contrôle par réaction (panne sèche de carburant) le 16 septembre 1957, alors qu'il était piloté par le commandant d'escadre de la RAE Stan Hubbard. L'appareil se retrouva à terre basculé sur le côté gauche, mais Hubbard survécut à l'accident. Le second Thrust Measuring Rig (n/s : XK426) fut détruit le 29 novembre 1957, tuant le Commandant d'escadre H. G. F. Larsen, qui pilotait cet appareil pour la première fois.

## Caractéristiques
Comme le TMR ne possédait aucune stabilité inhérente, il était équipé d'un système de stabilisation automatique. Les échappements des turboréacteurs étaient dirigés vers le centre de la plateforme, avec l'un des canaux débouchant vers le bas via une tuyère centrale, alors que l'autre débouchait également vers le bas, mais via deux tuyères plus petites, de chaque côté de la première. Quatre bras éloignés de la structure principale, un de chaque côté et un devant puis un autre derrière, relâchaient de l'air sous pression afin de contrôler l'appareil en tangage, roulis et en lacet pendant le vol. La mission du Rig était, comme son nom l'indiquait, de tester des turboréacteurs à des fins de sustentation verticale, et de développer des techniques pour contrôler un avion ainsi équipé.

## Suites données au projet
Après les essais réussis du TMR, Rolls-Royce commença le développement du turboréacteur de sustentation verticale Rolls-Royce RB.108, dont cinq exemplaires furent utilisés pour propulser le premier vrai avion ADAV britannique, le Short SC.1 (en), qui prit l'air verticalement pour la première fois le 25 octobre 1958.

## Appareil exposé
La première machine (n/s XJ314), seule survivante (la deuxième s'est crashée.[réf. souhaitée]..), est encore en bon état et est visible par le public au Science Museum de Londres, en Angleterre.